# Francisco Rojas
Francisco Ulises Rojas (22 de julho de 1974) é um ex-futebolista chileno.

## Carreira
Rojas integrou a Seleção Chilena de Futebol na Copa América de 1999.

## Clubes
- 1993:  Club de Deportes La Serena
- 1994-1995:  Colo-Colo
- 1995-1996:  CD Tenerife
- 1996-2000:  Colo-Colo
- 2001-2005:  Sturm Graz
- 2006:       Unión Española
- 2007- :  Club de Deportes La Serena